# Norman Malloy
Norman Malloy, född 28 juli 1905, död 15 augusti 1982 , var en kanadensisk ishockeyspelare.
Malloy blev olympisk guldmedaljör i ishockey vid vinterspelen 1932 i Lake Placid.